# Crede în mine (album)
Crede în mine este primul album solo al lui Cream, lansat la data de 24 august 2001, la casa de discuri MediaPro Music.

## Ordinea pieselor
Tracklist
| Nr.             | Titlu                                | Text             | Lungime |  |
| 1.              | „Mai aproape (Vara ce arde)”         | Mihai Ogășanu    | 3:38    |  |
| 2.              | „Crede în mine”                      |                  | 3:37    |  |
| 3.              | „Noaptea mea”                        | Mihai Ogășanu    | 3:52    |  |
| 4.              | „Cant pentru tine”                   | Mihai Dumitrescu | 4:21    |  |
| 5.              | „Space (Gotta have fun)”             | Mihai Ogășanu    | 3:52    |  |
| 6.              | „Cânt pentru tine (Remix)”           | Mihai Dumitrescu | 5:04    |  |
| 7.              | „Mai aproape (Vara ce arde) (Remix)” | Mihai Ogășanu    | 4:20    |  |
| Lungime totală: | Lungime totală:                      | Lungime totală:  | 28:44   |  |